# コルツァーノ
コルツァーノ（伊: Corzano）は、イタリア共和国ロンバルディア州ブレシア県にある、人口約1,400人の基礎自治体（コムーネ）。

## 地理

### 位置・広がり

#### 隣接コムーネ
隣接するコムーネは以下の通り。
- バルバリーガ
- ブランディーコ
- コメッツァノ＝チッツァーゴ
- デッロ
- ロンゲーナ
- ポンピアーノ
- トレンツァーノ

### 地震分類
イタリアの地震リスク階級 (it) では、3 に分類される
。

## 行政

### 分離集落
コルツァーノには、以下の分離集落（フラツィオーネ）がある。
- Bargnano, Meano, Montegiardino